# 1216
- Wikisource

| Calendário gregoriano                                                        | 1216 MCCXVI                                          |
| Ab urbe condita                                                              | 1969                                                 |
| Calendário arménio                                                           | 665 – 666                                            |
| Calendário bahá'í                                                            | -628 – -627                                          |
| Calendário budista                                                           | 1760                                                 |
| Calendário chinês                                                            | 3912 – 3913 Início a 21 de janeiro (aproximadamente) |
| Calendário copta                                                             | 932 – 933                                            |
| Calendário etíope                                                            | 1208 – 1209                                          |
| Calendários hindus - Vikram Samvat - Calendário nacional indiano - Cáli Iuga | 1271 – 1272 1137 – 1138 4316 – 4317                  |
| Calendário Holoceno                                                          | 11216                                                |
| Calendário islâmico                                                          | 613 – 614                                            |
| Calendário judaico                                                           | 4976 – 4977                                          |
| Calendário persa                                                             | 594 – 595                                            |
| Calendário rúnico                                                            | 1466                                                 |
| Calendário solar tailandês                                                   | 1759                                                 |

1216 (MCCXVI, na numeração romana) foi um ano bissexto do século XIII do Calendário Juliano, da Era de Cristo, e as suas letras dominicais foram  C e B (52 semanas), teve início a uma sexta-feira e terminou a um sábado.
| Ano completo                          |
| ------------------------------------- |
| Ano bissexto com início à sexta-feira |

## Eventos
- Henrique III torna-se Rei de Inglaterra.
- Casamento de Matilde II de Bolonha com o príncipe Filipe de França, filho do rei Filipe Augusto.

## Mortes
- 16 de Junho - Papa Inocêncio III.
- 18 de Outubro - João I de Inglaterra.
- 18 de Janeiro - Guy II de Dampierre n. 1150 foi condestável de Champagne e Senhor de Dampierre, de Bourbon e de Montluçon.